# Казини ди Боско (Пиза)
Казини ди Боско је насеље у Италији у округу Пиза, региону Тоскана.
Према процени из 2011. у насељу је живело 138 становника. Насеље се налази на надморској висини од 22 м.